# The Sound
‘The Sound’은 잉글랜드의 인디 록 밴드 The 1975의 노래이다. 2016년 2월 18일 더티 히트를 통하여 라디오 싱글로 발매되었다. 밴드의 두 번째 정규 음반 “I Like It When You Sleep, for You Are So Beautiful Yet So Unaware of It”의 싱글로 수록되었다. 영국 싱글 차트에서 15위를 기록하면서, 2020년 ‘If You're Too Shy (Let Me Know)’이 14위를 기록하기 전까지 The 1975의 영국 싱글 차트 최고 기록이었다. 롤링 스톤은 2016년 최고의 노래 30위 중간 결산 목록에 선정하였다.

## 뮤직 비디오
뮤직 비디오는 2016년 2월 25일 밴드의 공식 유튜브 채널에서 공개되었다.

## 인증
| 국가                               | 인증     | 판매량/출하량 |
| ---------------------------------- | -------- | ------------- |
| 영국 (BPI)                         | 플래티넘 | 600,000       |
| 판매량+스트리밍을 기반으로 한 인증 |          |               |